# 加文·愛德華茲
加文·厄爾·愛德華茲（英語：Gavin Earl Edwards，1988年1月15日—）是生於美國鳳凰城亞利桑那州吉爾伯特的美國職業籃球運動員，場上位置為大前鋒，現效力於B.League的宇都宮皇者，於效力三河海馬期間的2014-15賽季與2015-16賽季，他兩度榮獲最多阻攻王的頭銜，他同時也是日本國家男子籃球隊的成員，並曾代表日本參加在東京舉辦的2020年夏季奧林匹克運動會。

## 早年及高中生涯
愛德華茲於1988年1月15日出生於美國鳳凰城亞利桑那州吉爾伯特，在梅斯基特高中就讀時，他於2005-06賽季創下場均17.5分、8.5個籃板、3.3次阻攻的成績，並榮獲地區最有價值球員及全州榮譽提名等殊榮。此外，他在高中期間累積超過100次阻攻，創下該校史上最高紀錄。

## 大學生涯
他於2006年進入康乃狄克大學哈士奇打大學籃球，在四年間共出賽123場比賽，場均得到5.1分與3.4個籃板。最後一個賽季2009-10賽季中，他的場均成績提升至10.6分與6.5個籃板。此外，他在校期間的隊友之一是肯巴·沃克。

## 職業生涯
在2010年NBA選秀中未獲選的愛德華茲參加了NBA夏季聯賽，隨後於同年12月21日加入NBA G聯盟的春田裝甲，出賽39場，場均得到10.62分與5.44個籃板。
2011-12賽季，愛德華茲與希臘的佩里斯特里籃球俱樂部簽約，出賽19場，場均攻下9.5分。
2013年，愛德華茲與日本NBL的愛信海馬三河簽約。效力期間他於2014-15賽季與2015-16賽季連續兩年獲得最多阻攻王的稱號，並在2014-15賽季協助球隊奪得聯盟冠軍。
在從NBL轉型B.League的2016-17賽季中，愛德華茲在例行賽60場比賽中全數出賽，場均貢獻14.6分。賽季結束後，他未與三河續約，轉隊加盟千葉噴射機船橋。
2020年1月，他正式取得日本國籍。
2023年6月，結束在千葉隊長達六個賽季的效力後，宣佈轉隊至宇都宮皇者。

## 國家隊生涯
愛德華茲目前在日本的 B.League 擔任職業籃球員，並以歸化球員身份代表日本國家隊出賽。他曾表示：「這並不是我原本想像的發展方向，因為大家總是會想『我希望能加入美國國家隊』，但每個人都夢想能參加奧運」，愛德華茲被選為日本國家隊候補名單之一，並以歸化球員的身份參加FIBA亞洲盃資格賽及多場熱身賽。2021年7月，他入選東京奧運日本代表隊名單。在奧運會中，他參加了小組賽的兩場比賽，但在第二場比賽中因肩膀受傷，未能出戰第三場比賽。

## 外部連結
- 加文·爱德华兹在fiba.basketball（英语）
- 加文·爱德华兹在NBA G聯盟官網（英语）
- 加文·爱德华兹在B.LEAGUE官網（日语）
- 加文·爱德华兹在Basketball-Reference.com（NBA G聯盟）（英语）
- 加文·爱德华兹在Basketball-Reference.com（國際）（英语）
- 加文·爱德华兹在Sports-Reference.com（NCAA）（英语）
- 加文·爱德华兹在Eurobasket.com（球員）（英语）
- 加文·爱德华兹在Proballers（英语）
- 加文·爱德华兹在RealGM（英语）
- 加文·爱德华兹在Olympedia（英语）